# Ейч Ем Ди Глобъл
Ейч Ем Ди Глобъл (на английски: HMD Global, срещана и като HMD), е финландска компания за мобилни телефони, съставена от бизнеса с мобилни телефони, който Нокия е продал на Майкрософт през 2014 г., а след това е откупен  от hmd през Май 2016 г. HMD Oy (дружество с ограничена отговорност) започва да предлага смартфони и телефони под марката Нокия през началото на 2017 г ., които компанията разработва. Компанията има изключителни права върху марката Нокия за мобилни телефони чрез лицензно споразумение. Тя е създадена чрез наследяване на мобилния бизнес на Майкрософт за мобилни телефони, продаден от Nokia през 2014 г. Компанията е в „тясно партньорство“ с Гугъл и използва операционната система Android за смартфоните си, а за своите други телефони ползва платформата Series 30+ и KaiOS. Марката HMD се използва само за корпоративни цели и не се показва в рекламата, докато името Нокия Мобайл се използва в социалните медии.
Ейч Ем Ди Глобъл е със седалище в Еспоо, срещу централния офис на Нокия, а компанията се управлява от бивши ръководители на Нокия. Първият главен изпълнителен директор е Арто Нумела, ветеран от Нокия за 17 години, до юли 2017 г., когато президентът на компанията Флориан Сейче поема поста на изпълнителен директор. Производството е възложено на Фокскон. Нокия няма инвестиции в Ейч Ем Ди Глобъл, но остава партньор, поставяйки задължителни изисквания и предоставяйки патенти и технологии в замяна на плащания на такси от страна на Ейч Ем Ди. Ейч Ем Ди Глобъл използва маркетингова стратегия за рекламиране на телефоните на Nokia като „чисти, сигурни и актуални“ (отнасящи се до интерфейса на Android и нейния ангажимент за бързи ъпдейти на операционната система), както и доверието към марката и носталгията.